# Trojaska
Trojaska (ukr. Трояска) – szczyt górski w paśmie Świdowca w Ukraińskich Karpatach zlokalizowany w rejonie tiaczowskim obwodu zakarpackiego.

## Topografia
Trojaska położona jest w głównym równoleżnikowym grzbiecie Świdowca, pomiędzy Unhariaską na zachodzie (1707 m n.p.m., odległość w linii prostej 2,2 km) a Geryszaską na południowym wschodzie (1762 m n.p.m., odległość 1,6 km). Wznosi się na wysokość 1702 m n.p.m. (1702,6 m) przy wybitności 76 m i izolacji 1,4 km (najbliższy wyższy szczyt: Geryszaska). Z wierzchołka ku północy odchodzi boczny grzbiet z Tataruką (1707 m n.p.m., odległość 2 km), opadający następnie ku Przełęczy Okole i prowadzący dalej ku pasmu Połoniny Czarnej w Gorganach.
Wschodnie skłony Trojaski odwadniane są przez potok Apszyniec (Apszyneć), który wypływa z jeziora o tej samej nazwie położonego na stokach pomiędzy Geryszaską a Trojaską. Na północno-zachodnich zboczach swoje źródło ma potok Turbat, jeden z cieków tworzących rzekę Tereswę w dorzeczu Cisy. Obszar na południe od Trojaski zajmuje dolina potoku Serednia Rika tworzącego w dalszym biegu Szopurkę, także dopływ Cisy.
Zbocza do wysokości ok. 1300–1400 m n.p.m. porasta las, wyżej pokryte są połoniną.
Ze szczytu rozpościera się szeroki widok na okoliczne pasma. Na najbliższym planie dostrzec można inne szczyty Świdowca, takie jak Apecka na południowym zachodzie, Wełyka Kurtiaska, Tempa, Unhariaska na zachodzie oraz Tatulska, Geryszaska i Todiaska na południowym wschodzie. Znaczną część panoramy zajmuje pasmo Gorganów. Na północnym zachodzie można dostrzec Strymbę i Negrowiec, dalej w kierunku północy Popadię, Grofę, na północy Ihrowiec, Wielką Sywulę i rozpoczynającą pasmo Połoniny Czarnej Durnię. Kolejno w kierunku północnego wschodu dostrzec można Gropę i Bratkowską Dużą. Na północnym wschodzie widoczny jest Poleński, Wedmeżyk i Doboszanka, a dalej chociażby Syniak i Chomiak. Spośród innych pasm na południowym wschodzie możliwe jest dostrzeżenie szczytów Karpat Marmaroskich (Pop Iwan, Petros) oraz Gór Rodniańskich (Pietrosul Rodnei, Țapului). Ponadto od zachodu po północny zachód w pewnym oddaleniu widoczne są szczyty Połoniny Czerwonej (Menczuł, Klimowa, Gropa, Syhłański, Topas) oraz Borżawskiej (Kuk, Menczuł i Stoj).

## Ekologia i turystyka
Szczyt Trojaski nie jest chroniony w ramach jakiejkolwiek wielkoobszarowej formy ochrony przyrody. Najbliższy obszar ochronny znajduje się w odległości ok. 4,5 km na południowy wschód od wierzchołka, gdzie umiejscowiono granice Karpackiego Rezerwatu Biosfery. W formie rezerwatu chronione jest także pobliskie jezioro Apszyneć.
Przez Trojaskę przebiega długodystansowy Zakarpacki Szlak Turystyczny prowadzący w tym miejscu wzdłuż całego masywu Świdowca. Szlak ten omija wierzchołek od południa w odległości niespełna 300 m (biegnie ok. 80 m poniżej szczytu). Tam też łączy się z niebieskim szlakiem prowadzącym na północ w stronę Przełęczy Okole.

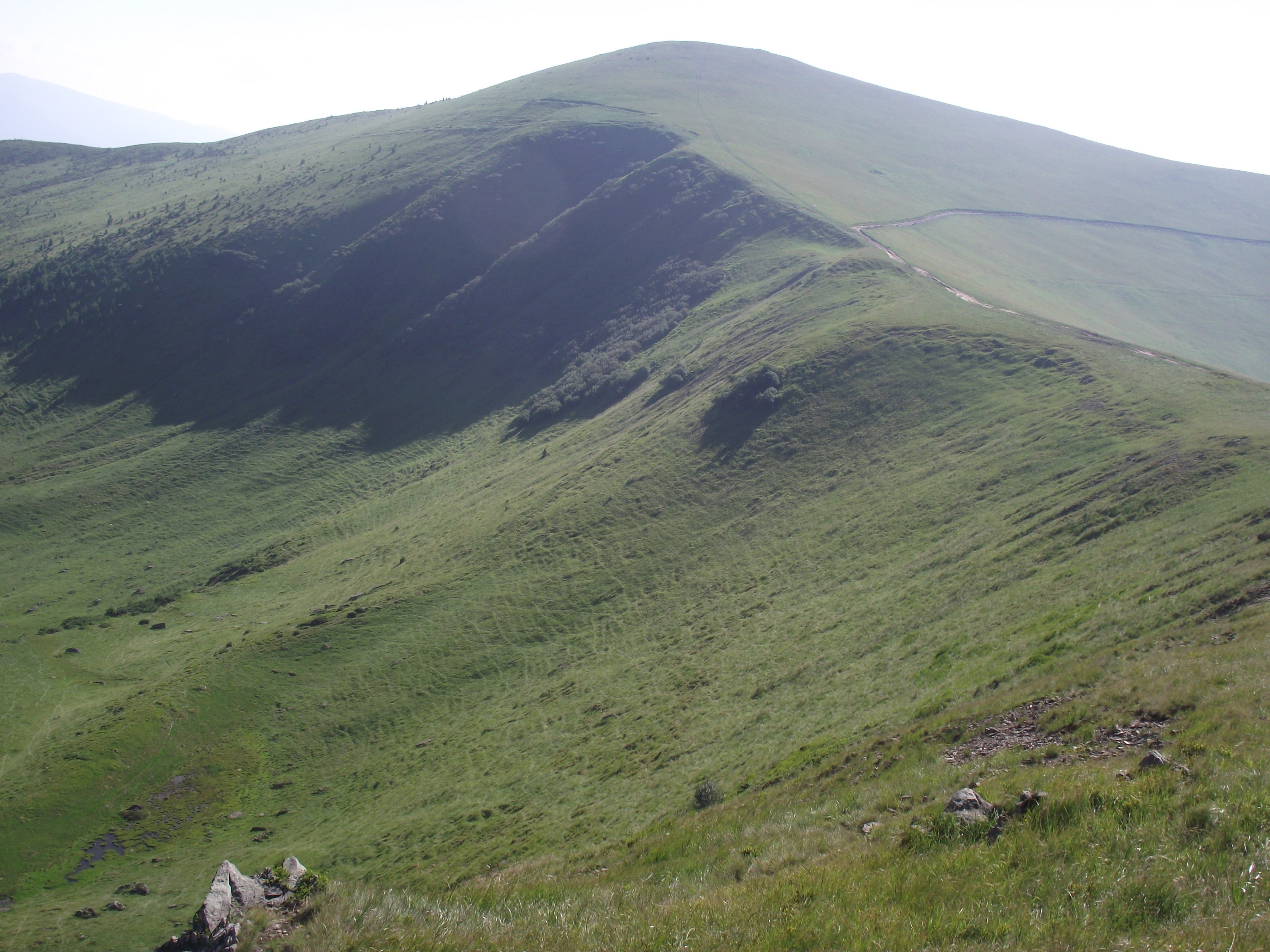
Szczyt widziany od zachodu
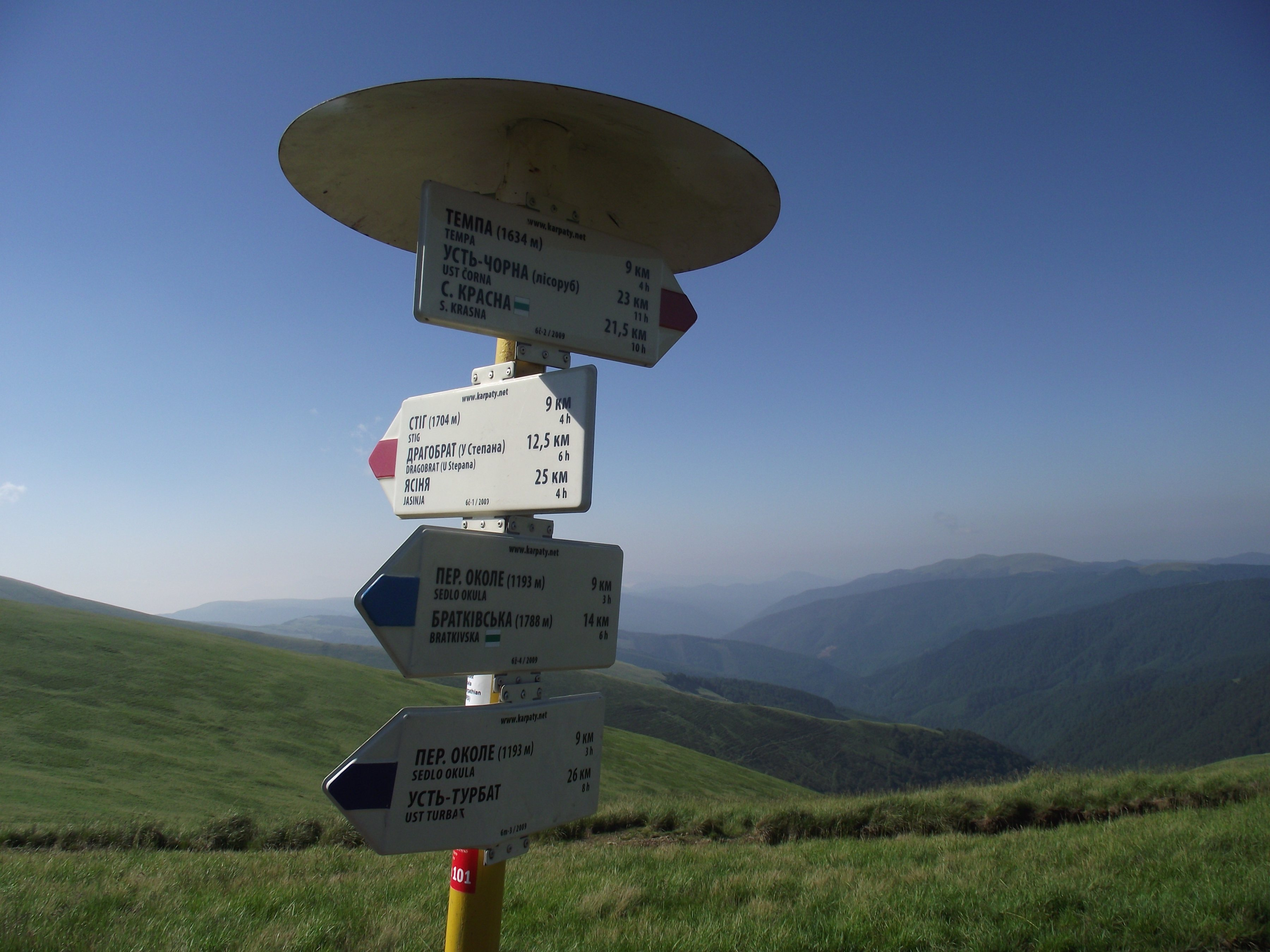
Węzeł szlaków turystycznych poniżej wierzchołka
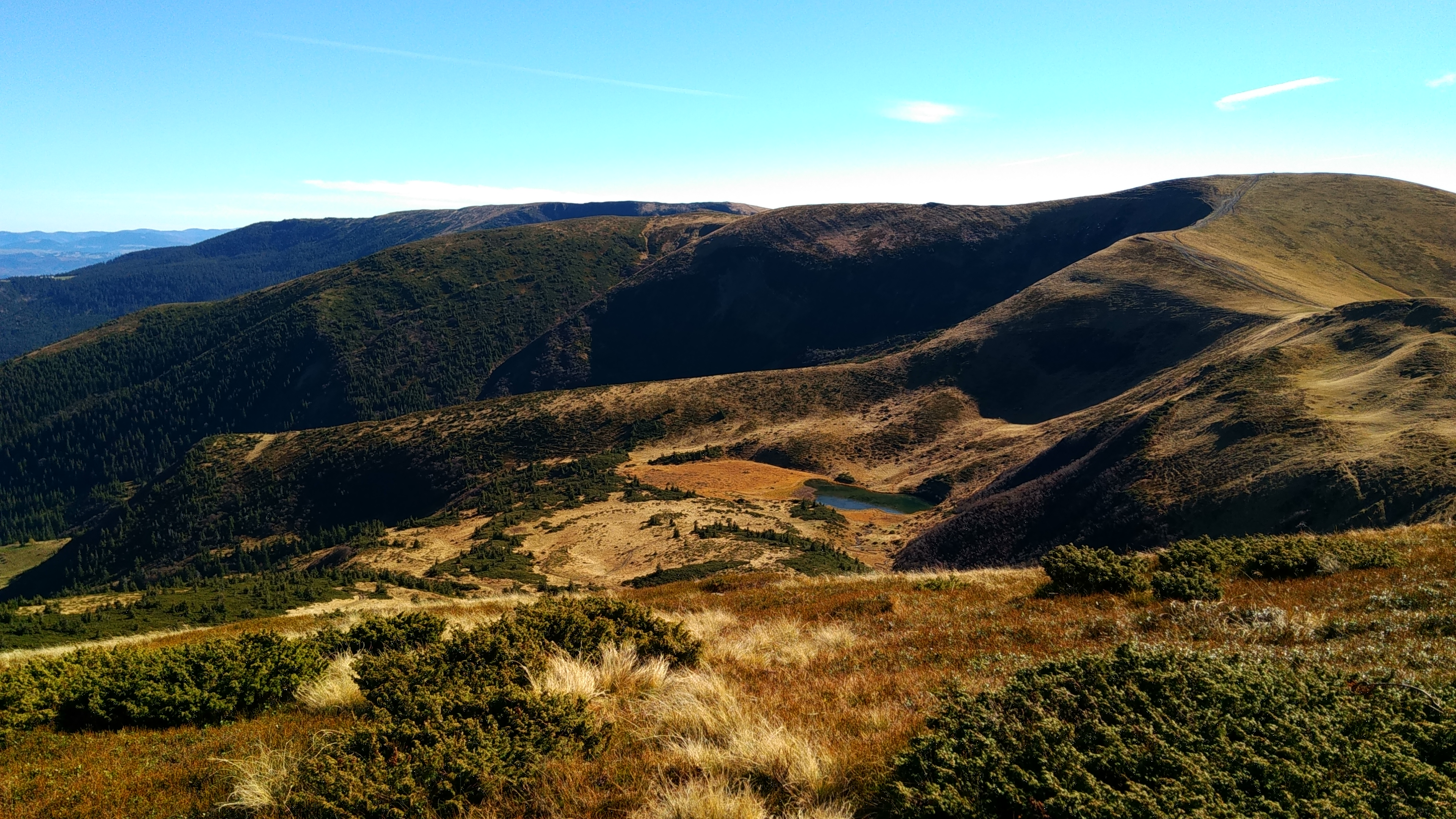
Widok z Trojaski na wschód